# Commiphora mossambicensis
Commiphora mossambicensis är en tvåhjärtbladig växtart som först beskrevs av Daniel Oliver, och fick sitt nu gällande namn av Adolf Engler. Commiphora mossambicensis ingår i släktet Commiphora och familjen Burseraceae. Inga underarter finns listade i Catalogue of Life.